# Arthur Maurice Hocart
Arthur Maurice Hocart, né le 26 avril 1883 à Etterbeek en Belgique et mort le 9 mars 1939 au Caire, est un enseignant colonial, un archéologue et un anthropologue franco-britannique.

## Biographie
Né en Belgique, il vécut son enfance à Saint-Pierre-Port à Guernesey dans les îles Anglo-Normandes,.
Instituteur officiel aux îles Fidji, commissaire archéologique à Ceylan, il fait de minutieuses observations ethnographiques dans la petite île de  Rotuma, aux îles  Samoa et  Tonga, notamment aux îles Salomon, aux îles Fidji (1908-1914), puis à Ceylan où il étudie le système des castes (1919-1925),.
Il occupera un poste de professeur de sociologie à l’Université du Caire jusqu’à sa mort en 1939,. Il consacre une bonne part des douze dernières années de sa vie à rédiger plusieurs ouvrages de synthèse dans lesquels il montre qu'à l'origine de toutes les techniques, comme l'agriculture ou la poterie, on trouve le rituel social et religieux. Il sera celui qui a le mieux compris et décrit la tradition orale et le rituel social des groupes de descendance fidjiens, rassemblés au sein d'une organisation aristocratique à titres héréditaires indéfiniment changeante. Sa comparaison avec le système des castes est beaucoup moins justifiée.

## Publications
- (en) 1927, Kingship, Londres.
- (fr) 1935, Les Progrès de l'homme (Progress of man, 1933), Payot, Paris.
- (fr) 1938, Les Castes, préface de Marcel Mauss, Paris.
- (en) 1954, Social origins, Watts, Londres.
- (fr) 1973, Le Mythe sorcier et autres essais, Payot, Paris.
- (fr) 1978, Rois et courtisans (Kings and Councillors, an essay in the comparative anatomy of human society, 1936), introduction de  Rodney Needham, Le Seuil, Paris, 379p.
- (fr) 2005, Au commencement était le rite; De l'origine des sociétés humaines (Social Origins, 1954, posthume), La Découverte, Paris,  (ISBN 2-7071-4676-5).